# Visoki Kukuljar (Babuljak)
Koordinati:   43°45′40″N, 15°37′46″E
Visoki Kukuljar je majhen nenaseljen otoček v Jadranskem morju. Pripada Hrvaški.
Visoki Kukuljar, ki se v nekaterih zemljevidih imenuje tudi Babuljak, leži okoli 1,5 km južno od zaliva Sv. Nikola na otoku Murter. Površina otočka meri 0,025 km². Dolžina obalnega pasu je 0,58 km. Najvišja točka na otočku je visoka 28 mnm.